# おのくん

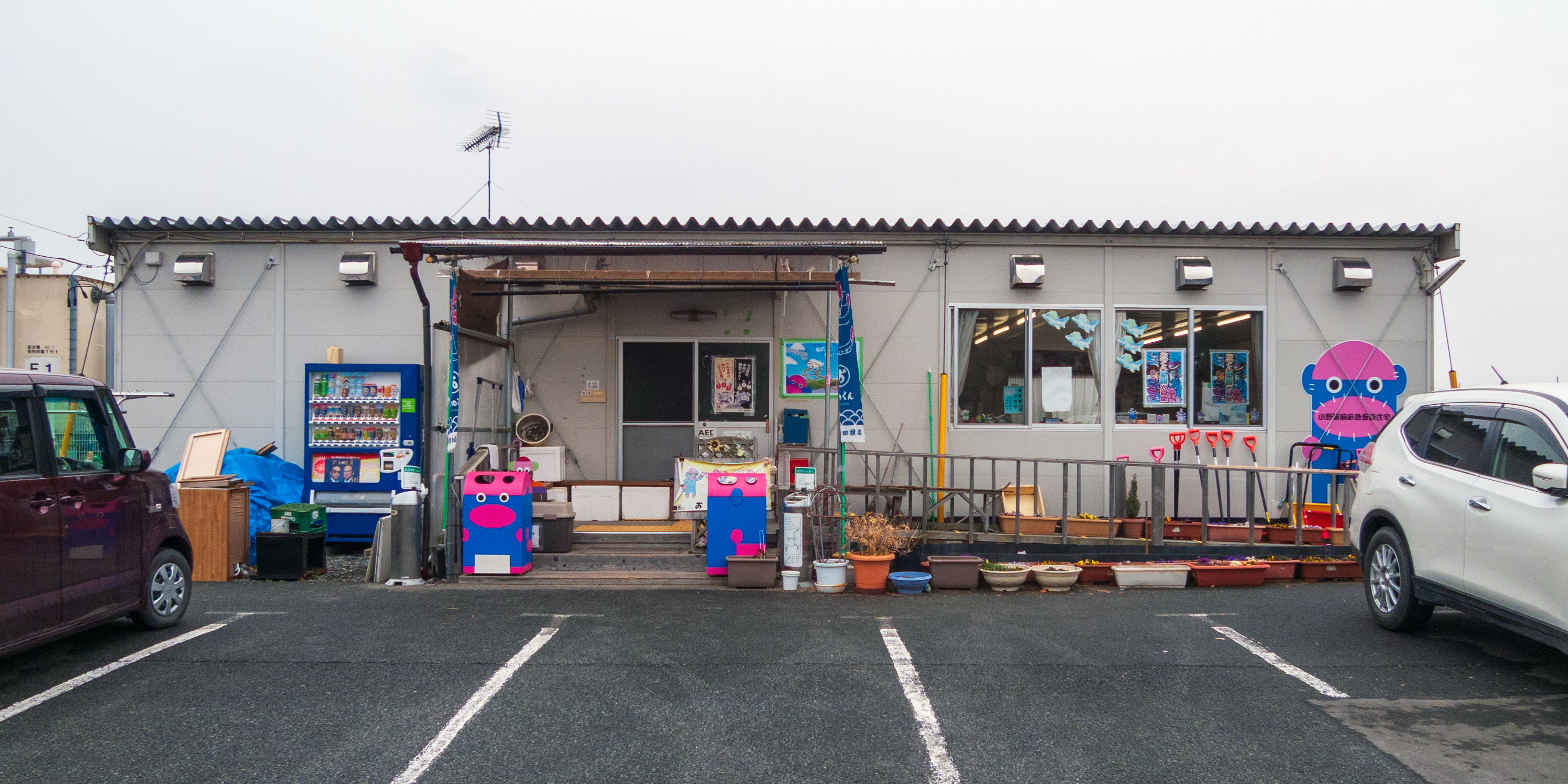
おのくんハウス（現在は解体）

おのくんは、宮城県東松島市の主婦らがひとつずつ手縫いで作っている、サルがモチーフのキャラクターのぬいぐるみ（ソックモンキー）。東日本大震災からの復興への願いがこめられている。「めんどくしぇ」が合い言葉。

## 概要
2011年（平成23年）3月11日に発生した東北地方太平洋沖地震（東日本大震災）に伴う津波によって、東松島市は大きな被害を受けた。同市では同年3月28日より応急仮設住宅の建設が始まり、8月31日には避難者の入居が完了した。同市の「小野駅前応急仮設住宅」（東松島市牛網字駅前2丁目、北緯38度23分43.9秒 東経141度10分9.5秒 / 北緯38.395528度 東経141.169306度）は、JR仙石線・陸前小野駅近くにあり、8月中旬に入居が始まった。
2012年4月20日、同仮設住宅に居住する被災者が、埼玉県在住者から手作りのソックモンキーをプレゼントされた。これをきっかけに同仮設住宅の「空の駅プロジェクト」（以下「プロジェクト」と略記）に参加する主婦らによりソックモンキー作りが始まった。プロジェクトでは、気負わず無理せず肩の力を抜いてという意味、また照れ隠しとしての意味で「"がんばろう！" じゃなくて "めんどくしぇ"」（めんどくしぇは仙台弁で面倒くさいの意味）を合言葉にし、時折 "めんどくしぇ" とぼやくメンバーたちにより製作が続いた。名称がなかったソックモンキーは、ボランティア活動のため同市に訪れたNHKアナウンサーの小野文恵により「めんどくしぇ人形」と命名されたものの、その後、プロジェクトでの話し合いにより「めんどくしぇ おのくん」に改名された。東日本大震災から生まれ、震災を経験して学んだ「家族の大切さ」「会話の大切さ」「言葉の大切さ」を伝えるキャラクターであり、東松島を知ってほしい、東松島に来てみてほしいという思いが込められている。2021年には、残糸を使った靴下から生まれるおのくんの製作もスタートしている。

## 里親募集
「おのくん」を製作する同仮設住宅の集会所は「おのくんハウス」と呼ばれるようになり、製作された「おのくん」の展示・販売（プロジェクトでは「里親募集」と呼んでいる）も始まった。2014年4月に仮設住宅の移転問題が発生し、将来的に住民が復興公営住宅などへ住み替えた後に廃止されることが決まったため、「おのくんハウス」に代わる製作・展示・販売の常設施設である「空の駅」を陸前小野駅前に設置した。2018年現在、「おのくんハウス」は撤去済みであり、「おのくん」は「空の駅」で展示・販売されるようになっている。
通信販売も受け付けているが、「東松島へ来てほしい」という思いから対面の販売を優先しているため、電話、ファックスで申し込んだ場合は約3年待ちとなっていた時期もあった。2024年5月時点で、30万人以上の「里親」がいる。
また、プロジェクトでは「おのくん」の材料となる靴下や中綿（プロジェクトでは「おのくんのエサ」と称している）の支援も求めている。こうした活動は東日本大震災後、仕事でもボランティアではない生き方として持ち寄りの精神から誕生した、新たなカタチとして注目されはじめレボリストとして、福岡の震災時や熊本、能登半島でも少しずつ広がりはじめている。

## イベント
2014年4月20日に、「おのくん」の誕生会となる「めんどくしぇ祭2014」が市内の小野市民センターにて開催され、2015年4月18日には「めんどくしぇ祭2015」、2016年5月1日には「めんどくしぇ祭2016」、2017年5月4日には「めんどくしぇ祭2017」、2018年5月4日「めんどくしぇ祭」、2019年5月4日「めんどくしぇ祭2019」が開催された。2020年と2021年は新型コロナウイルスの影響を受けて中止となっている。
めんどくしぇ祭では着ぐるみの「でっかいおのくん」が登場する。でっかいおのくんは「MACHI BURA - 東松島の街をブラッと 街おこしのタンブラー」の企画により実現したものである。ソーシャルイマジンプロダクションに所属し、青森県の航空自衛隊三沢基地・愛知県の小牧基地の航空祭など各地のイベントに出演するほか、環境活動やワークショップにも登場している。またイオンモールの支援により全国のイオンモールで「おのくんキャラバン」を実施している。
2018年・2019年には石巻市の石ノ森萬画館・日本俳優連合とともに石巻と東松島を繋ぐイベントを開催。
2017年11月25日（土）～28日（火）、記念すべき第１回世界防災フォーラムが、仙台国際センターおよび東北大学川内萩ホールで開催されました。この時から公式マスコットキャラクターとして活動をはじめ、2025年開催予定の世界防災フォーラムでは、防災をエンタメにというテーマをもとに防災✕帽祭として、ハットを使ったワークショップやファッションショーを企画している。このことをきっかけに2024年各地の防災フェスへ参加を決めている。

## 教育
震災後、子どもたちと一緒に遊びながら学ぶ活動として３つのかんきょう活動をスタート
・環境　自然環境、生活環境
・感教　感じる教育喜怒哀楽をテーマに活動
・間協　誰かと誰かの何々間協力をテーマに活動の幅を広げる。
この活動がSDGｓと繋がり現在のレボリスト運動にも繋がっている。
早稲田実業初等部では
防災ポスターからはじまり、現在はペーパークラフトハットの制作＆防災ハットを授業として展開をはじめ全国の小学校へと進めている。
避難訓練にエンタメ要素を加えたファッションショーイベントも進めている。

## ソックモンキー
「おのくん」のモデルとなったのはアメリカのソックモンキー (sock monkey) である。1930年代初頭の世界恐慌でアメリカでも多くの人たちは貧困生活を強いられ、子どもたちに遊ぶおもちゃさえも与えられない状況だった。そんな中で一人の母親が使い古された靴下にぼろきれを詰めて縫い合わせたて作ったのが「ソックモンキー」の始まり。その後、すぐに全米に波及しブームとなった。

## メディア出演

### テレビ番組
- TBSテレビ『空飛ぶ広報室』（2013年6月23日） - 製作する主婦とともに最終話で登場し紹介された。東松島市内にはドラマの舞台の1つとなった航空自衛隊松島基地がある。
- テレビアニメ『名探偵コナン』のエンディングに登場し、Twitterでトレンドを取る。
- テレビ朝日『警視庁アウトサイダー』毎週居酒屋『龍宮城』に登場。